# Sedmoboj
Sedmoboj je atletski višeboj koji se sastoji od sedam disciplina (grč. heptathlon: hepta znači broj sedam, a athlon znači natjecanje).
Postoje dva oblika sedmoboja:
- sedmoboj za žene, koji se odvija u dva dana po sljedećem rasporedu
  - prvi dan: 100 m prepone, skok u vis, bacanje kugle, utrka na 200 m
  - drugi dan: skok u dalj, bacanje koplja, utrka na 800 m
- sedmoboj u dvorani za muškarce, što je skraćeni oblik desetoboja:
  - prvi dan: utrka na 60 m, skok u dalj, bacanje kugle, skok u vis
  - drugi dan: utrka na 60 m s preponana, skok s motkom, utrka na 1000 m

Prema specijalnim tablicama Međunarodne atletske federacije (IAAF), rezultati se pretvaraju u bodove i zbrajaju. Pobjednik je sedmobojka ili sedmobojac s najvećim brojem bodova.
Sedmoboj je uveden osamdesetih godina 20. stoljeća kao zamjena za petoboj koji je do tada bio uobičajeno višebojsko natjecanje za žene.
Trenutni svjetski rekord: 7291 bodova Jackie Joyner-Kersee, SAD / Seul, 24. rujna, 1988.